# 上堀内佳寿也
上堀内 佳寿也（かみほりうち かずや、1986年10月21日 - ）は、日本の特撮テレビドラマ監督・演出家。鹿児島県出身。

## 来歴
高校卒業後、鹿児島県のテレビ局でバラエティ番組のアシスタントディレクターを務めていたが、ドラマや映画の演出に惹かれて特にあてもなく一念発起して上京。
様々な現場を経験した後、映画『劇場版 さらば仮面ライダー電王 ファイナル・カウントダウン』へ参加したのをきっかけに、『仮面ライダーキバ』より仮面ライダーシリーズの助監督として携わり、その後ネットムービーやオリジナルビデオの演出を手掛ける。
2017年には『仮面ライダーエグゼイド』第31話にて本編の監督、12月公開の『仮面ライダー平成ジェネレーションズ FINAL ビルド&エグゼイド with レジェンドライダー』にて映画監督としてデビューを果たす。2019年にスーパー戦隊シリーズの『騎士竜戦隊リュウソウジャー』のパイロット監督を担当する。上堀内が監督としてスーパー戦隊ならびにパイロット監督として撮るのも初であり、参加のきっかけは同作プロデューサーの高橋一浩からのオファーであったことを明かしている。

## 人物
『仮面ライダーゴースト』で深海マコト役を演じた山本涼介、アラン役を演じた磯村勇斗をはじめとしたキャスト陣からは「カミホリさん」と呼ばれている。
幼少期は「スーパー戦隊も仮面ライダーも見ずに育ってしまった」が、たまたま『劇場版 さらば仮面ライダー電王 ファイナル・カウントダウン』の現場に参加したことで、アクションや『仮面ライダー』の面白さに気付かされたという。一方で、シリーズ参加当初は仮面ライダーについての知識がなかったため、歴代仮面ライダーが多く登場する『仮面ライダーディケイド』では特に苦労したという。

## 作品

### テレビドラマ
太字はパイロット作品。
- 仮面ライダーシリーズ（東映・テレビ朝日）
  - 仮面ライダーエグゼイド（2016年 - 2017年）
  - 仮面ライダービルド（2017年 - 2018年）
  - 仮面ライダージオウ（2018年 - 2019年）
  - 仮面ライダーゼロワン（2019年 - 2020年）
  - 仮面ライダーセイバー（2020年 - 2021年）
  - 仮面ライダーリバイス（2021年 - 2022年）
  - 仮面ライダーギーツ（2022年）
  - 仮面ライダーガヴ（2024年）[8]
  - 仮面ライダーゼッツ（2025年）[9]
- スーパー戦隊シリーズ（東映・テレビ朝日）
  - 4週連続スペシャル スーパー戦隊最強バトル!!（2019年） - 騎士竜戦隊リュウソウジャー協力
  - 騎士竜戦隊リュウソウジャー （2019年 - 2020年）[4]
  - 王様戦隊キングオージャー（2023年 - 2024年）[10]
- 特捜9シリーズ（東映・テレビ朝日）
  - season3（2020年）
  - season4（2021年）　
  - season5（2022年）
  - season6（2023年）
- 管理官キング（2022年、東映・テレビ朝日）
- 君とゆきて咲く〜新選組青春録〜（2024年、東映・テレビ朝日）

### バラエティ番組
- 日曜もアメトーーク!（2017年11月26日放送「仮面ライダー芸人」）

### 映画
- 仮面ライダー平成ジェネレーションズ FINAL ビルド&エグゼイドwithレジェンドライダー（2017年12月9日公開）
- 劇場版 仮面ライダービルド Be The One（2018年8月4日公開）[11]
- 騎士竜戦隊リュウソウジャー THE MOVIE タイムスリップ!恐竜パニック!!（2019年7月26日公開）[12]
- 映画 王様戦隊キングオージャー アドベンチャー・ヘブン（2023年7月28日公開）[13]
- ババンババンバンバンパイア（2025年2月14日公開予定） - アクションデザイン[14]

### オリジナルビデオ
- 仮面ライダーゴースト アラン英雄伝（2016年 - 2017年）
- ゴースト RE:BIRTH 仮面ライダースペクター（2017年）
- 仮面ライダーセイバー 深罪の三重奏（2022年）[15]

### ネットムービー
- 【カイガン！】仮面ライダーゴースト 特別先行動画【バッチリミナー！】 （2015年）
- 仮面ライダーエグゼイド【裏技】ヴァーチャルオペレーションズ（2016年）
- 仮面戦隊ゴライダー（2017年）

### ミュージックビデオ
- 川津明日香・内藤秀一郎・山口貴也・青木瞭「Bittersweet」（2022年）

### 作詞
- 「Will save us」（2021年） 歌 - 川津明日香※渡部紫緒と共作詞